# Rick Gonzalez
Pour les articles homonymes, voir Gonzalez.
Rick Gonzalez, né le 30 juin 1979 à New York, New York (États-Unis), est un acteur américain, surtout connu pour son rôle de Rene Ramirez / Wild Dog dans la série télévisée Arrow, diffusée sur The CW.

## Biographie
Gonzalez est né à New York, de descendance dominicaine et portoricaine. Ses parents se sont rencontrés à Washington DC, où ils se sont mariés. Ils ont déménagé et se sont installés dans la section Bushwick de Brooklyn où ils ont élevé Rick. Ses parents ont divorcé plus tard. Il a fréquenté l'école primaire et secondaire tout en vivant à Brooklyn.

Depuis son plus jeune âge, Gonzalez a présenté des « spectacles » improvisés pour sa famille et participait à toutes les pièces de son école. Ses professeurs ont contribué à convaincre Gonzalez de postuler et d'essayer pour le lycée Fiorello H. LaGuardia High School of Music & Art and Performing Arts, sur lequel Fame était basé, à Manhattan. Il a fait comme suggéré et a été accepté. En 1997, il a obtenu son diplôme et a commencé à poursuivre une carrière d'acteur.

## Filmographie

### Cinéma
- 2000 : Mambo Café : Ricky
- 2000 : Prince of Central Park (en) : Gangbanger
- 2001 : Crocodile Dundee 3 (Crocodile Dundee in Los Angeles) : Gang Banger
- 2002 : Rêve de champion (The Rookie) : Rudy Bonilla
- 2002 : Laurel Canyon : Wyatt
- 2003 : Biker Boyz : Primo
- 2003 : Retour à la fac (Old School) : Spanish
- 2004 : Subway Cafe : Vincent Young
- 2005 : Coach Carter : Timo Cruz
- 2005 : La Guerre des Mondes (War of the Worlds) : Vincent
- 2005 : La Fièvre du roller (Roll Bounce) : Naps
- 2006 : First snow : Andy Lopez
- 2006 : Pulse : Stone
- 2007 : Illegal Tender (en) : Wilson DeLeon Jr.
- 2025 : Predator: Killer of Killers de Dan Trachtenberg (voix)

### Télévision
- 1998 : Sans issue (Thicker Than Blood) (téléfilm) : Sanchez
- 2000 : New York, unité spéciale : Alfonso Cardenas (saison 1, épisode 16)
- 2001 : Urgences (série télévisée) : Jorge Escalona (Jeune arrivant avec son frère blessé au urgences)
- 2002 : Buffy Contre Les Vampires : Saison 7, Épisode 4
- 2007 : Les Experts : Marcus (saison 6 épisode 20)
- 2007 - 2009 : Le Diable et moi (Reaper) : Ben Gonzalez
- 2008 : Le Prix de la loyauté (Pride and Glory) : Eladio Casado
- 2010 : Castle (saison 2, épisode 14)
- 2010 : Lie to Me (saison 2, épisode 18) : Raul Campos
- 2010 : Cold Case : Affaires classées : Tut
- 2010 : Médium : Juan Espinosa (Saison 6, épisode 9)
- 2012 : Bones : Rick Cortez (Saison 7, épisode 3)
- 2013 : NCIS : Enquêtes spéciales   épisode : Oil and Water : Lenny Machaca
- 2013 : Blue Bloods (saison 3 , épisodes 22) : Ricky
- 2014 : Rush : Manny Maquis
- 2015 : Mr. Robot : Isaac Vera
- 2016 - 2020 : Arrow : Rene Ramirez / Wild Dog (récurrent saison 5, principal depuis la saison 6)
- 2017 - 2020 : Legends of Tomorrow : Rene Ramirez / Wild Dog (2 épisodes)
- 2018 : Suit Up : Rene Ramirez / Wild Dog (court-métrage)
- 2021 : The Lost Symbol : Alfonso Nuñez
- 2023 : New York, unité spéciale : inspecteur Bobby Reyes (saison 24, épisode 22)
- Depuis 2022: New York, crime organisé: Détective Bobby Reyes (depuis la saison 3)

## Clips musicaux
- 2006 : Snitch de Obie Trice featuring Akon
- 2011 : Jésus dans le clip "Judas" de Lady Gaga